# Los Plateados
Los Plateados es una telenovela mexicana producida por Argos Comunicación, para Telemundo. Es protagonizada por Mauricio Islas, Tamara Monserrat, Dominika Paleta y en el rol antagónico el primer actor Humberto Zurita. Es la adaptación mexicana de la telenovela chilena Los Pincheira, producida en 2004 por Televisión Nacional de Chile.

## Trama
La historia transcurre en México, donde hay una famosa banda de forajidos conocida como "Los Plateados", que han prometido no enamorarse jamás. Sin embargo, esta promesa se verá rota cuando Gabriel Campuzano, líder de la banda, se enamora de Camila Castañeda, una muchacha comprometida con el envidioso don Emilio Gallardo, que le es infiel con su hermana, Luciana. 
Cuando se entera de que Emilio se va a casar con su hermana, Luciana enfurece y vuelve a México, pero pronto se reanimará, ya que cuando se celebra la boda de Camila y Emilio, Camila es secuestrada por «Los Plateados», solo faltó esos minutos para que Camila y Gabriel se den cuenta de que quieren estar los dos juntos. Sin embargo, cuando un grupo de Emilio pasa por el lugar donde se encuentran Camila duda si no delatar a Gabriel, pero se queda callada, a cambio de eso Gabriel la devuelve a su casa. Cosa que causa enojo en su hermano Tomás que considera que el debería ser el líder. 
Pero "Los plateados" ocultan un secreto: Su padre fue acusado injustamente y a causa de eso fue fusilado, también que Ofelia, la madre de Camila engañó a su marido años atrás para hacerle creer que Andrés era su hijo, pero no es así, él es hermano de los Campuzano. Augusta, la tía de Leonardo, ayudó en el acusamiento del padre de los Campuzano.

## Elenco
- Mauricio Islas ... Gabriel Campuzano
- Tamara Monserrat ... Camila Castañeda Villar
- Dominika Paleta ... Luciana Castañeda Villar
- Humberto Zurita ... Don Emilio Gallardo
- Rodrigo Oviedo ... Tomás Campuzano
- Wendy de los Cobos ... Ofelia de Villegas
- Marta Aura ... Augusta Robledo
- Angélica Celaya ... Ximena Campuzano
- Juan Carlos Martín del Campo ... Manuel Campuzano
- Gloria Peralta ... Samia
- Claudia Lobo ... Irene Villar vda. de Castañeda
- Eduardo Victoria ... Andrés Castañeda Villar
- María Aura ... Esperanza Castañeda Villar
- Teresa Tuccio ... Isabel Villegas
- Héctor Arredondo ... Leonardo Villegas
- Joaquín Cosio ... Kamal Bashur
- Carlos Corona ... Víctor Villegas
- Rocío Verdejo ... Yamile Kamila
- Mayra Sierra ... Eva
- Alberto Guerra ... Yasir Bashur
- Luis Yeverino ... Yahim Bashur
- Aurora de la Lama ... Ángeles Villegas
- Damayanti Quintanar ... Antonia "Toñita"
- Marú Bravo ... Josefa
- Angel Chenin ... Ismael
- Zamia Fandiño ... Xóchitl Huerta
- Gizeth Galatea ... Dolores "Lola"
- Michelle Vargas ... Layla Bashur
- Guillermo Quintanilla ... Nicanor
- Álvaro Guerrero ... Aurelio Villegas
- Carlos Torres Torrija ... Julián Olmedo
- Alberto Trujillo ... Lorenzo Bustamante
- Marco Antonio Aguirre ... Dimas Garcia
- Omar Ayala ... "El Rajado"
- Jorge Luis Vázquez ... Farnesio